# Pierre Le Moyne (1881-1932)
Pour les articles homonymes, voir Le Moyne et Pierre Le Moyne (homonymie).
Pierre Le Moyne est un homme politique français né le 15 octobre 1881 à Lorient (Morbihan) et décédé le 5 mai 1932 à Paris.
Docteur en droit, avocat à Lorient, il est bâtonnier en 1924. Il est député du Morbihan de 1924 à 1928, siégeant au groupe de l'Union républicaine démocratique.

## Sources
- « Pierre Le Moyne (1881-1932) », dans le Dictionnaire des parlementaires français (1889-1940), sous la direction de Jean Jolly, PUF, 1960 [détail de l’édition]